# Wohn- und Wirtschaftsgebäude Huvenhoopstraße 8

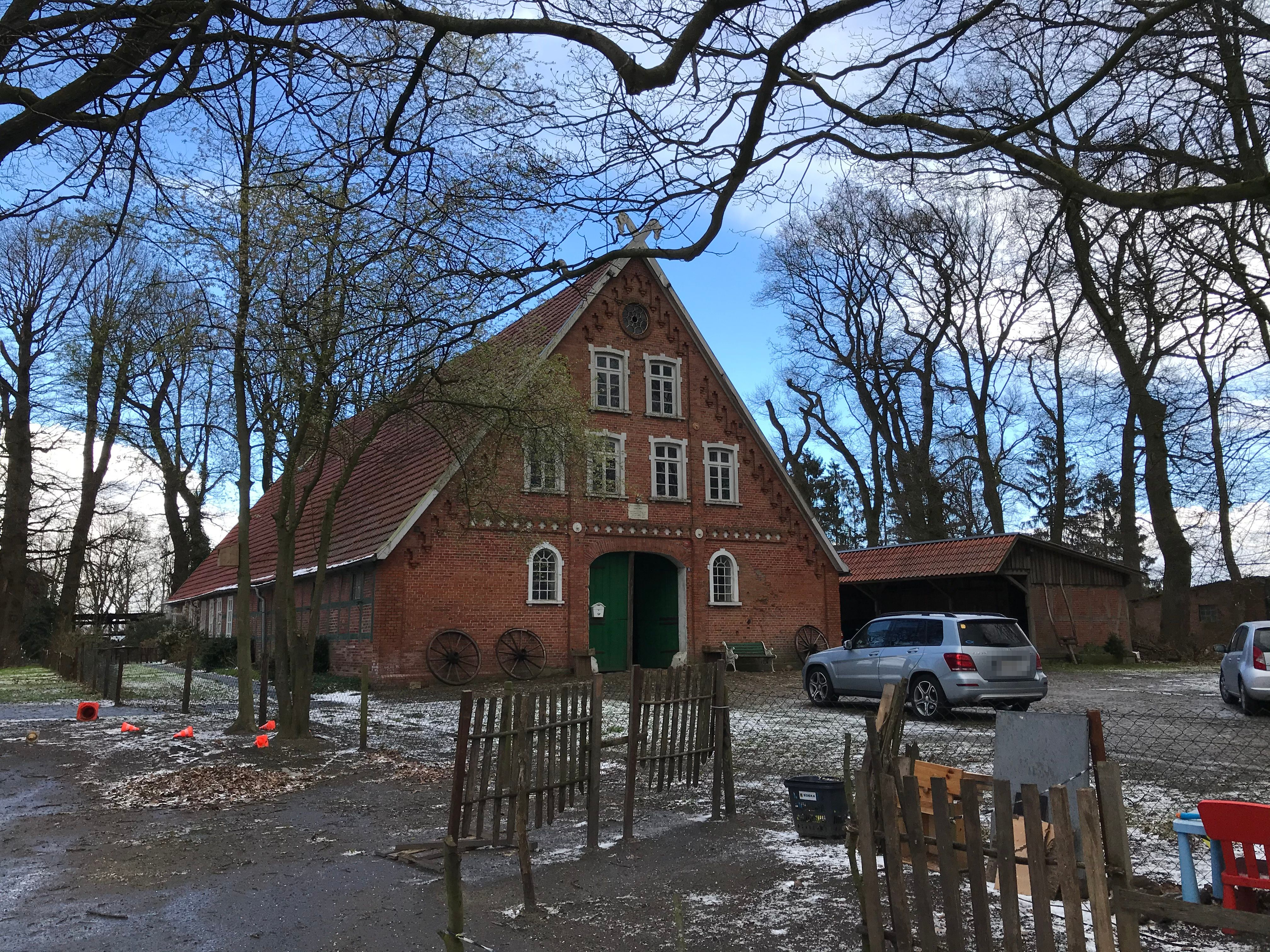
West- und Südfassade (2021)

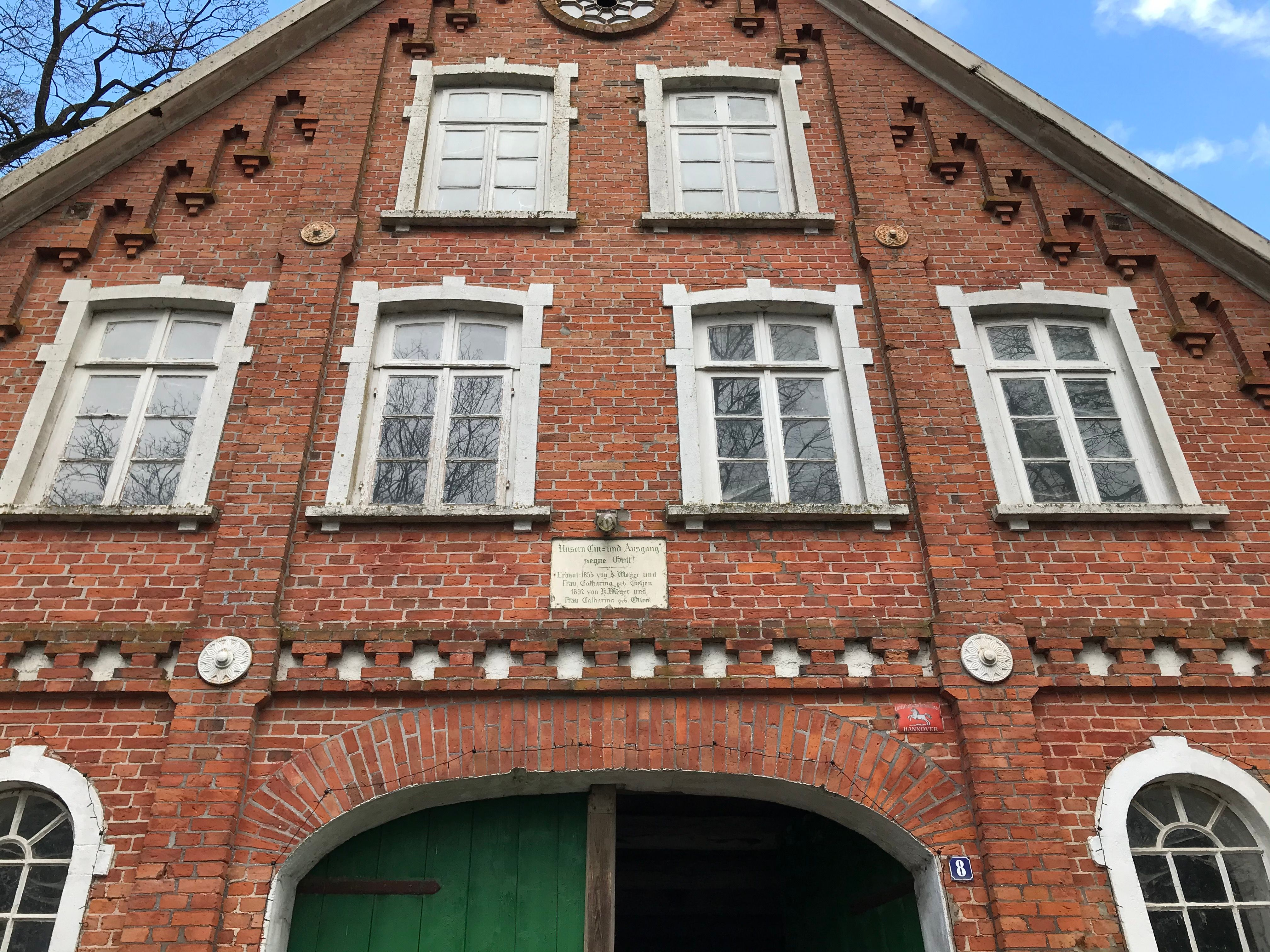
Südgiebel mit Inschrifttafel (2021)

Das Wohn- und Wirtschaftsgebäude Huvenhoopstraße 8 in der niedersächsischen Gemeinde Gnarrenburg, Ortsteil Glinstedt, wurde zur Mitte des 19. Jahrhunderts gebaut. Aktuell (2025) wird es zum Wohnen und wohl landwirtschaftlich genutzt.
Das Gebäude steht unter Denkmalschutz (siehe auch Liste der Baudenkmale in Gnarrenburg).

## Geschichte und Beschreibung
Glinstedt wurde erstmals im 13. Jahrhundert erwähnt. Es liegt fünf Kilometer südöstlich des Kernortes Gnarrenburg und gehört zum Landkreis Rotenburg (Wümme). Die Huvenhoopstraße führt zum Naturschutzgebiet Huvenhoopsmoor mit Huvenhoopssee, Moorlehrpfad und Moorturm.
Das eingeschossige traufständige Gebäude als Zweiständer-Hallenhaus in Fachwerk mit Steinausfachungen, ziegelgedecktem Satteldach und Grooter Door mit Segmentbogen, wurde laut einer Inschrifttafel am Südgiebel 1855 gebaut. Das Innengerüst im Dielenbereich blieb erhalten. Der Wirtschaftsgiebel wurde laut Inschrifttafel 1897 massiv in Backstein ersetzt und aufwändig mit Putz- und Backsteingliederungen als Trauf-, Gurtgesims, Fensterrahmungen, Rosette und Lisenen gestaltet.
Das Landesdenkmalamt befand u. a.: „… aufwändig gestalteten Wirtschaftsgiebel in Schmuckformen ergänzt ….“